# Borys Ljatosjynsky
Borys Mykolajovytsj Ljatosjynsky (Oekraïens: Борис Миколайович Лятошинський) (Zjytomyr, 3 januari 1895 (O.S. 22 december 1894) – Kiev, 15 april 1968) was een Oekraïens componist, dirigent en muziekdocent. Hij geldt als een van de grondleggers van het modernisme in de Oekraïense muziek van de twintigste eeuw.

## Levensbeschrijving
Ljatosjynsky werd geboren in de stad Zjytomyr in het toenmalige gouvernement Volhynië van het Keizerrijk Rusland. Zijn vader was historicus en directeur van verschillende scholen, zijn moeder kon goed pianospelen en zingen. Al op jonge leeftijd leerde Ljatosjynsky piano- en vioolspelen. Hij speelde in het schoolorkest en componeerde op veertienjarige leeftijd een strijkkwartet en een pianokwartet. De eerste werken van de jonge componist werden met succes uitgevoerd door plaatselijke musici.
In 1913 ging Ljatosjynsky rechten studeren aan de Universiteit van Kiev. In dezelfde tijd nam hij privélessen bij de componist Reinhold Glière, die hem vervolgens toeliet tot zijn compositieklas aan het Conservatorium van Kiev. Op de universiteit studeerde hij af in 1918, op het conservatorium in 1919. Belangrijke werken uit zijn conservatoriumtijd zijn Strijkkwartet nr. 1 op. 1 en Symfonie nr. 1 op 2. 
Na zijn studie werd hij docent aan het hetzelfde conservatorium en in 1935 verkreeg hij de titel professor compositie en instrumentatie. In de jaren 1935–1938 en aan het begin van de jaren veertig gaf hij daarnaast les aan het Tsjaikovskiconservatorium van Moskou. In 1939 werd hij voorzitter van de Oekraïense Bond van Sovjet-Componisten. De oorlogjaren bracht hij door in Saratov, waar hij vele werken schreef, waaronder zijn Oekraïens Kwintet, zijn Strijkkwartet nr. 4, een Suite op Oekraïense Volksthema's voor strijkkwartet, een Suite voor houtblaaskwartet, Pianotrio nr. 2, Suite en Preludes voor piano, en Romances op gedichten van Maksym Rylsky en Volodymyr Sosjoera. Daarnaast maakt hij bewerkingen van meer dan vijftig Oekraïense volksliederen. 
Ljatosjynsky's loopbaan als componist liep in dezelfde periode spaak, nadat er van overheidswege scherpe kritiek was geuit op zijn Symfonie nr. 2. Evenals tijdgenoten als Dmitri Sjostakovitsj, Sergej Prokofjev en Nikolaj Mjaskovski werd hij beschuldigd van formalisme, wat in de Sovjet-Unie destijds betekende dat een componist werd uitgesloten van het openbare leven. 
Na de oorlog keerde Ljatosjynsky terug naar Oekraïne. Het overlijden van Jozef Stalin in 1953 was voor hem het begin van een geleidelijke terugkeer naar de muziekwereld, waarbinnen hij bovendien ook meer artistieke vrijheid genoot. In deze periode schreef hij zijn Symfonie nr. 3, de symfonische ballade Hrazjyna, een concert voor piano en orkest, en meerdere koorwerken. Tot Ljatosjynsky's laatste werken behoren zijn Vierde en Vijfde Symfonie, zijn Slavische Suite en zijn Lyrische Gedicht in memoriam R. Glière. Aan zijn inspanningen om weer een rol van betekenis te spelen in het Oekraïense muziekleven kwam echter een abrupt einde in 1968, toen hij plotseling op 73-jarige leeftijd overleed.

## Oeuvre
Ljatosjynsky componeerde onder meer twee opera's, vijf symfonieën (1918, 1935/36, 1951/54, 1963, 1966), suites, ouvertures, een pianoconcert, kamermuziek (waaronder vier strijkkwartetten, drie pianokwintetten en een vioolsonate), werken voor piano, liederen, volksliedbewerkingen, koorwerken en cantates, alsmede theater- en filmmuziek. Zijn stijl was aanvankelijk sterk beïnvloed door de romantische traditie van bijvoorbeeld Aleksandr Borodin en Pjotr Iljitsj Tsjaikovski, maar in de jaren twintig kwam Ljatosjynsky meer onder invloed te staan van de West- en Midden-Europese avantgarde. Na 1929 werd zijn stijl weer eenvoudiger en gingen elementen uit de Slavische volksmuziek een grotere rol spelen.
Naast Levko Revoetsky was Ljatosjynsky een van de meeste invloedrijke Oekraïense componisten van de twintigste eeuw. Onder zijn studenten bevinden zich prominente Oekraïense componisten als Leonid Hrabovsky, Valentyn Sylvestrov, Ivan Karabyts en Jevhen Stankovytsj.

### Werken
Opera's

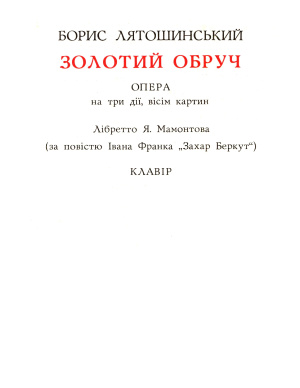
Het voorblad van Ljatosjynsky's opera De Gouden Ring (Оekraïens: Золотий обруч, Zolotyj obroetsj) uit 1923. Het libretto was geschreven door Yakiv Mamontiv op basis van een verhaal van Ivan Franko getiteld Zachar Berkoet. De première van deze opera vond plaats in 1930.

- De Gouden Ring (Золотий обруч), naar Zachar Berkoet van Ivan Franko (1923)
- Sjtsjors (Щорс) op een libretto van I. Kotsjerha en M. Rylsky) (1937)

Koor en orkest
- Feestelijke cantate (tekst: Maksym Rylsky) (1939)
- Testament (Заповіт) (tekst: Taras Sjevtsjenko) (1939)

Vocale solist en orkest
- Drie romances (tekst: diverse Chinese dichters) (1925)
- Twee romances (tekst: Aleksandr Poesjkin, Kondratij Ryljejev) (1951)

Piano en orkest
- Slavisch concert (1953)

Symfonieorkest
- Vijf symfonieën
  - Symfonie nr. 1 (1918–1919, herzien in 1967)
  - Symfonie nr. 2 (1935–1936, herzien in 1940)
  - Symfonie nr. 3 (1950, herzien in 1954)
  - Symfonie nr. 4 (1964)
  - Symfonie nr. 5 "Slavische" (1965–1966)
- Suites, ouvertures, symfonische gedichten:
  - muziek voor diverse films (1931–32)
  - muziek voor de film Taras Sjevtsjenko (1952)
  - muziek voor de tragedie "Romeo en Julia" van William Shakespeare (1955)
  - Poolse Suite (1961)
  - Symfonische ballade Hrazjyna (Гражина) (1955)
  - Slavische Suite (1966)
  - Ouverture op vier Oekraïense volksthema's (1926)
  - Slavische Ouverture (1961)
  - Урочиста увертюра ("Plechtige ouverture") (1968)
  - Symfonisch gedicht "Hereniging" (Возз'єднання) (1949–1950)
  - Symfonisch gedicht "Aan de oevers van de Wisła" (На берегах Вісли) (1958)
  - Lyrisch gedicht in memoriam Reynhold Glière (1964)
- Fantastische Mars (1920)

Blaasorkest
- Feestelijke mars van de 99ste schuttersdivisie (Урочистий марш 99 стрілецької дивізії) (1931)
- Drie marsen (1932, 1936)

Vocale solist en kamerensemble
- Twee romances (tekst: Konstantin Balmont (1923)

Kamermuziek
- Voor blaaskwartet:
  - Suite (1944)
  - Drie stukken (1939)
- Twee pianotrio's (1922, 1942)
- Vier strijkkwartetten (1915, 1922, 1928, 1943)
- Suite voor kwartet op Oekraïense volksthema's (1944)
- Oekraïens Kwintet (1942, herzien in 1945)
- Voor viool en piano:
  - Sonate (1926)
  - Drie stukken op Tadzjiekse volksthema's (1932)
- Nocture en scherzo voor altviool en piano (1964)
- Drie mazurka's op Poolse volksthema's voor cello en piano (1953)

Piano
- Twee sonates (1924, 1925)
- Zeven stukken "Voorstelling" (Відображення) (1925), Ballade (1928), Suite
- Twee preludes (1942)
- Vijf preludes (1943)
- Concertetude, rondo (1962) en andere

Koorwerken
- op teksten van Ivan Franko (1941)
- op teksten van Taras Sjevtsjenko:
  - Drie koren op tekst van Taras Sjevtsjenko: Тече вода в синє море, Із-за гаю сонце сходить (1949–51)
  - За байраком байрак, Над Дніпровою сагою en У перетику ходила (1960)
- op teksten van Alexander Poesjkin (cyclus: "De Jaargetijden" (Пори року), 1949, 1952)
- op teksten van Afanasij Fet (1961)
- op teksten van Maksym Rylsky:
  - Drie koren op. 64 (1964)
  - Vier koren op. 65 (1964)
- op teksten van diverse dichters (cyclus "Uit het verleden" (З минулого, 1966) en andere

Romances
- op teksten van diverse dichters: vijf (1922), drie (1922), "Maanschaduwen" (Місячні тіні, 1923) en andere
- op teksten van Percy Bysshe Shelley (1923), Maurice Maeterlinck (1923), Aleksandr Poesjkin (1936), Ivan Franko (1940), L. Pervomajski (1940), Volodymyr Sosjoera (1942), Adam Mickiewicz en anderen

Bewerkingen van Oekraïense volksliederen
- Voor zang en piano: drie (1934), tien (1937), vijftien (1941), vijf (1941) en andere
- Voor koor a capella (1942)

Theater- en filmmuziek
- Voor zes theatervoorstellingen (1932–57), onder andere: "In het woud" (У пущі) van Lesja Oekrajinka en "Romeo en Julia" (Ромео і Джульєтта) van William Shakespeare
- Voor veertien films:
  - Karmeljoek (Кармелюк, 1931)
  - Ivan (Іван, 1932)
  - Ljoebov (Любов, 1933)
  - Krysjtalevyj palats (Кришталевий палац, 1934)
  - Tsjervona chustyna (Червона хустина, 1934)
  - Novely pro herojiv-ljottsjykiv (Новели про героїв-льотчиків, 1938)
  - Vyzvolennja (Визволення, 1940)
  - Taras Sjevtsjenko (Тарас Шевченко, 1951)
  - Poloemja hnivu (Полум'я гніву, 1955)
  - Kryvavyj svitanok (Кривавий світанок, 1956)
  - Ivan Franko (Іван Франко, 1956)
  - Hryhorij Skovoroda (Григорій Сковорода, 1960)
  - Letjutsjyj korabel (Летючий корабель, 1960)
  - Povija (Повія, 1961)

Bewerkingen van andere componisten
- Opera Enejida (Енеїда) van Mykola Lysenko
- Opera Taras Bulba (Тарас Булба) van Mykola Lysenko (samen met Levko Revoetsky)
- Drie polonaises en een mars van Mykola Lysenko
- Vioolconcert van Reinhold Glière: slot en instrumentatie

- Bibsys: 13043568
- Bibliothèque nationale de France: cb139676988 (data)
- CiNii: DA12780133
- Gemeinsame Normdatei: 118918206
- International Standard Name Identifier: 0000 0000 8143 8282
- Library of Congress Control Number: n85345713
- Nationale Bibliotheek van Letland: 000168527
- MusicBrainz: c86fd88e-a832-482c-80d1-ab1331567acc
- Nationale Bibliotheek van Tsjechië: js2010601672
- Nationale Bibliotheek van Israël: 987007303264605171
- Nederlandse Thesaurus van Auteursnamen: 142433659
- Système universitaire de documentation: 079580785
- Virtual International Authority File: 64198527
- WorldCat: E39PBJpjbPwD9Gr9mVHD936h73